# Listă de orașe din statul Carolina de Nord

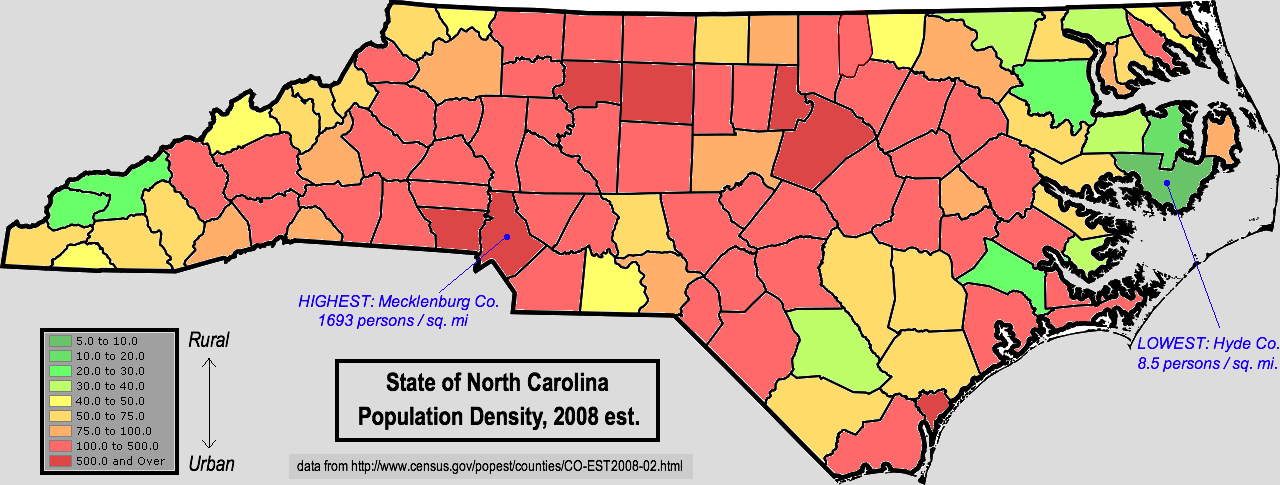
Harta densității statului statului din SUA

- Această pagină este o listă alfabetică a orașelor din statul Carolina de Nord, Statele Unite ale Americii.

## Orașe mari
1. Charlotte - 687,456
2. Raleigh - 392,552 - capitala
3. Greensboro - 257,997
4. Winston-Salem - 227,834
5. Durham - 223,284
6. Fayetteville - 203,100
7. Cary - 134,000
8. High Point - 101,835
9. Wilmington - 100,192
10. Greenville - 79,629
11. Asheville - 72,789
12. Jacksonville - 69,688
13. Gastonia - 68,541
14. Concord - 56,241
15. Rocky Mount - 55,519
16. Chapel Hill - 51,478
17. Burlington - 44,935
18. Wilson - 44,518
19. Goldsboro - 39,063
20. Hickory - 37,251
21. Kannapolis - 36,928
22. Salisbury - 26,463
23. Monroe - 26,225
24. Huntersville - 25,470
25. Kinston - 23,720
26. Statesville - 23,320
27. Sanford - 23,243
28. New Bern - 23,131
29. Havelock - 22,442
30. Matthews - 22,230
31. Asheboro - 21,673
32. Lumberton - 21,088
33. Thomasville - 20,516
34. Apex - 20,406
35. Lexington - 19,953
36. Shelby - 19,480
37. Mooresville - 18,895
38. Kernersville - 18,588
39. Lenoir - 18,129
40. Garner - 18,089
41. Morehead City - 17,707
42. Morganton - 17,361
43. Elizabeth City - 17,188
44. Roanoke Rapids - 16,957
45. Carrboro - 16,785
46. Henderson - 16,095
47. Eden - 15,879
48. Laurinburg - 15,874
49. Clemmons - 15,852
50. Albemarle - 15,680
51. Mint Hill - 15,589
52. Reidsville - 14,526
53. Boone - 13,464
54. Cornelius - 13,452
55. Wake Forest - 12,814
56. Graham - 12,828
57. Indian Trail - 12,720
58. Newton - 12,560
59. Hope Mills - 11,773
60. Smithfield - 11,510
61. Tarboro - 11,158
62. Southern Pines - 10,981
63. Hendersonville - 10,572
64. Kings Mountain - 10,271
65. Lincolnton - 9,949
66. Pinehurst - 9,707
67. Holly Springs - 9,659
68. Washington - 9,639
69. Waynesville - 9,236
70. Archdale - 9,014
71. Belmont - 8,971
72. Roxboro - 8,705
73. Clinton - 8,600
74. Mount Airy - 8,487
75. Oxford - 8,338
76. Spring Lake - 8,098
77. Clayton - 7,967
78. Fuquay-Varina - 7,934
79. Atlantic Beach - 7,707
80. Forest City - 7,554
81. Black Mountain - 7,511
82. Mebane - 7,274
83. Davidson - 7,141
84. Summerfield - 7,015
85. Siler City - 6,966
86. Brevard - 6,789
87. Elon - 6,743
88. Weddington - 6,696
89. Trinity - 6,687
90. Conover - 6,659
91. Oak Island - 6,592
92. Hamlet - 6,018
93. Knightdale - 5,960
94. Selma - 5,936
95. Hillsborough - 5,464
96. Cherryville - 5,361
97. Morrisville - 5,208
98. Whiteville - 5,148
99. Bessemer City - 5,119

## A
- Aberdeen—orășel, comitatul Moore
- Ahoskie—orășel, comitatul Hertford
- Alamance—sat, comitatul Alamance
- Albemarle—city, comitatul Stanly
- Alliance—orășel, comitatul Pamlico
- Andrews—orășel, comitatul Cherokee
- Angier—orășel, comitatul Harnett
- Ansonville—orășel, comitatul Anson
- Apex—orășel, comitatul Wake
- Arapahoe—orășel, comitatul Pamlico
- Archdale—city, comitatul Randolph
- Arlington—orășel, comitatul Yadkin
- Asheboro—city, comitatul Randolph
- Asheville—city, comitatul Buncombe
- Atkinson—orășel, Pender
- Atlantic Beach—orășel, comitatul Carteret
- Aulander—orășel, comitatul Bertie
- Aurora—orășel, comitatul Beaufort
- Autryville—orășel, comitatul Sampson
- Ayden—orășel, comitatul Pitt

## B
- Badin—orășel, comitatul Stanly
- Bailey—orășel, comitatul Nash
- Bald Head Island—sat, comitatul Brunswick
- Banner Elk—orășel, comitatul Avery
- Bakersville—orășel, comitatul Mitchell
- Bath—orășel, comitatul Beaufort
- Bayboro—orășel, comitatul Pamlico
- Bear Grass—orășel, comitatul Martin
- Beaufort—orășel, comitatul Carteret
- Beech Mountain—orășel, comitatul Avery
- Belhaven—orășel, comitatul Beaufort
- Belmont—city, comitatul Gaston
- Belville—orășel, comitatul Brunswick
- Belwood—orășel, comitatul Cleveland
- Benson—orășel, comitatul Johnston
- Bessemer City—city, comitatul Gaston
- Bethania—orășel, comitatul Forsyth
- Bethel—orășel, comitatul Pitt
- Beulaville—orășel, comitatul Duplin
- Biltmore Forest—orășel, comitatul Buncombe
- Biscoe—orășel, comitatul Montgomery
- Black Creek—orășel, comitatul Wilson
- Black Mountain—orășel, comitatul Buncombe
- Bladenboro—orășel, comitatul Bladen
- Blowing Rock—orășel, comitatul Watauga
- Boardman—orășel, comitatul Columbus
- Bogue—orășel, comitatul Carteret
- Boiling Spring Lakes—city, comitatul Brunswick
- Boiling Springs—orășel, comitatul Cleveland
- Bolivia—orășel, comitatul Brunswick
- Bolton—orășel, comitatul Columbus
- Boone—orășel, comitatul Watauga
- Boonville—orășel, comitatul Yadkin
- Bostic—orășel, comitatul Rutherford
- Brevard—city, comitatul Transylvania
- Bridgeton—orășel, Craven
- Broadway—orășel, comitatul Moore
- Brookford—orășel, comitatul Catawba
- Brunswick—orășel, comitatul Columbus
- Bryson City—orășel, comitatul Swain
- Bunn—orășel, comitatul Franklin
- Burgaw—orășel, comitatul Pender
- Burlington—city, comitatul Alamance
- Burnsville—orășel, comitatul Yancey

## C
- Cajah's Mountain
- Calabash
- Calypso
- Cameron
- Candor
- Canton
- Cape Carteret
- Carolina Beach
- Carolina Shores
- Carrboro
- Carthage
- Cary
- Casar
- Cashiers
- Castalia
- Caswell Beach
- Catawba
- Cedar Point
- Centerville
- Cerro Gordo
- Chadbourn
- Chapel Hill
- Charlotte
- Cherryville
- Chimney Rock
- China Grove
- Chocowinity
- Claremont
- Clarkton
- Clayton
- Clemmons
- Cleveland
- Clinton
- Clyde
- Coats
- Cofield
- Colerain
- Columbia
- Columbus
- Comfort
- Como
- Concord
- Conetoe
- Connelly Springs
- Conover
- Conway
- Cooleemee
- Cornelius
- Cove City
- Cramerton
- Creedmoor
- Creswell
- Crossnore

## D
- Dallas
- Danbury
- Davidson
- Denton
- Dillsboro
- Dobson
- Dortches
- Dover
- Drexel
- Dublin
- Duck
- Dunn
- Durham

## E
- Earl
- East Arcadia
- East Bend
- East Laurinburg
- East Spencer
- Eden
- Edenton
- Edward
- Elizabeth City
- Elizabethorășel
- Elk Park
- Elkin
- Ellenboro
- Ellerbe
- Elm City
- Elon
- Emerald Isle
- Enfield
- Erwin
- Eureka
- Everetts

## F
- Fair Bluff
- Fairmont
- Fairview (orășel)
- Faison
- Faith
- Falcon
- Falkland
- Fallston
- Farmville
- Farmlife—orășel, Martin
- Fayetteville
- Flat Rock
- Fletcher
- Forest City
- Fountain
- Four Oaks
- Foxfire
- Franklin
- Franklinton
- Franklinville
- Fremont
- Fuquay-Varina

## G
- Gamewell
- Garland
- Garner
- Garysburg
- Gaston
- Gastonia
- Gatesville
- Gibson
- Gibsonville
- Glen Alpine
- Godwin
- Goldsboro
- Graham
- Grandfather
- Granite Falls—orășel, comitatul Caldwell
- Granite Quarry
- Grantsboro
- Green Level
- Greenevers
- Greensboro—city, comitatul Guilford
- Greenville
- Grifton
- Grimesland
- Grover

## H
- Halifax
- Hamilton
- Hamlet
- Harmony
- Harrells
- Harrellsville
- Hassell
- Havelock
- Haw River
- Hayesville
- Hazelwood—orășel, comitatul Haywood
- Henderson
- Hemby Bridge
- Hendersonville
- Hertford
- Hickory
- High Point
- High Shoals
- Highlands
- Hildebran
- Hillsborough
- Hobgood
- Hobbsville
- Hoffman
- Holden Beach
- Holly Ridge
- Holly Springs
- Hookerton
- Hope Mills
- Hot Springs
- Hudson
- Huntersville

## I
- Indian Beach
- Indian Trail

## J
- Jackson
- Jacksonville
- Jamesorășel
- Jamesville—orășel, comitatul Martin
- Jefferson
- Jonesville

## K
- Kannapolis
- Kelford
- Kenansville
- Kenly
- Kernersville
- Kill Devil Hills
- King
- Kings Mountain
- Kingsorășel
- Kinston
- Kittrell
- Kitty Hawk
- Knightdale
- Kure Beach

## L
- La Grange
- Lake Lure
- Lake Park
- Lake Santeetlah
- Lake Waccamaw
- Landis
- Lansing
- Lasker
- Lattimore
- Laurel Park
- Laurinburg
- Lawndale
- Leggett
- Leland
- Lenoir
- Lewiston Woodville
- Lewisville
- Lexington
- Liberty
- Lilesville
- Lillington
- Lincolnton
- Linden
- Linville
- Littleton
- Locust
- Long Beach
- Louisburg
- Love Valley
- Lowell
- Lucama
- Lumber Bridge
- Lumberton

## M
- Macclesfield
- Macon
- Madison
- Maggie Valley
- Magnolia
- Maiden
- Manteo
- Marietta
- Marion
- Marshville
- Mars Hill
- Marshall
- Marvin
- Matthews
- Maxton
- Mayodan
- Maysville
- McAdenville
- McDonald
- McFarlan
- Mebane
- Mesic
- Micro
- Midway
- Middleburg
- Middlesex
- Milton
- Mineral Springs
- Minnesott Beach
- Mint Hill
- Mocksville
- Momeyer
- Monroe
- Montreat
- Mooresboro
- Mooresville
- Morehead City
- Morganton
- Morrisville
- Morven
- Mount Airy
- Mount Gilead
- Mount Holly
- Mount Olive
- Mount Pleasant
- Murfreesboro
- Murphy

## N
- Nags Head
- Nashville
- Navassa
- New Bern
- New London
- Newland
- Newport
- Newton
- Newton Grove
- Norlina
- Norman
- North Topsail Beach
- North Wilkesboro
- Northwest
- Norwood

## O
- Oak City
- Oakboro
- Oak Ridge
- Ocean Isle Beach
- Old Fort
- Oriental
- Orrum
- Oxford

## P
- Pantego
- Parkton
- Parmele
- Patterson Springs
- Peachland
- Pendleton
- Pembroke
- Pikeville
- Pilot Mountain
- Pine Knoll Shores
- Pine Level
- Pinebluff
- Pinehurst
- Pinetops
- Pineville
- Pink Hill
- Pittsboro
- Pleasant Garden
- Plymouth
- Polkton
- Pollocksville
- Powellsville
- Princeton
- Princeville
- Proctorville

## R
- Raeford
- Raleigh
- Ramseur
- Randleman
- Ranlo
- Raynham
- Red Oak
- Red Springs
- Reidsville
- Rennert
- Rhodhiss
- Rich Square
- Richfield
- Richlands
- River Bend
- Roanoke Rapids
- Robbins
- Robbinsville
- Robersonville
- Rockingham
- Rockwell
- Rocky Mount
- Rolesville
- Ronda
- Roper
- Rose Hill
- Roseboro
- Rosman
- Rowland
- Roxboro
- Roxobel
- Rural Hall
- Ruth
- Rutherford College
- Rutherfordton

## S
- Salemburg
- Salisbury
- Saluda
- Sandy Creek
- Sandyfield
- Sanford
- Saratoga
- Sawmills
- Scotland Neck
- Seaboard
- Seagrove
- Selma
- Seven Devils
- Seven Springs
- Severn
- Shallotte
- Sharpsburg
- Shelby
- Siler City
- Simpson
- Sims
- Smithfield
- Snow Hill
- Southern Pines
- Southern Shores
- Southport
- Sparta
- Speed
- Spencer
- Spencer Mountain
- Spindale
- Spring Hope
- Spring Lake
- Spruce Pine - comitatul Mitchell
- St. Helena
- St. Pauls
- Staley
- Stallings
- Stanfield
- Stanley
- Stantonsburg
- Star
- Statesville
- Stedman
- Stem
- Stokesdale
- Stoneville
- Stonewall
- Stovall
- Sugar Mountain
- Summerfield
- Sunset Beach
- Surf City
- Swansboro
- Sylva—oraș (city), comitatul Jackson

## T
- Tabor City
- Tar Heel
- Tarboro
- Taylorsville
- Taylororășel
- Teachey
- Thomasville
- Tobaccoville
- Topsail Beach
- Trent Woods
- Trenton
- Troutman
- Troy
- Tryon
- Turkey

## U
- Unionville

## V
- Valdese
- Vale
- Vanceboro
- Vandemere
- Varnamorășel
- Vass

## W
- Waco
- Wade
- Wadesboro
- Wagram
- Wake Forest
- Walkerorășel
- Wallace
- Wallburg—orășel, comitatul Davidson
- Walnut Cove
- Walnut Creek
- Walstonburg
- Warrenton
- Washington
- Washington Park
- Watha
- Waxhaw
- Waynesville—city, comitatul Haywood
- Weaverville
- Weddington
- West End
- Weldon
- Wendell
- Wentworth
- Wesley Chapel
- West Jefferson
- Whispering Pines
- Whitakers
- White Lake
- Whiteville
- Whitsett
- Wilkesboro
- Williamston
- Wilmington
- Wilson
- Wilson's Mills
- Windsor
- Winfall
- Wingate
- Winston-Salem
- Winterville
- Winton
- Woodfin
- Woodland
- Wrightsville Beach

## Y
- Yadkinville
- Yanceyville
- Youngsville

## Z
- Zebulon - orășel, comitatul Wake